# Cieśnina Unimak
Cieśnina Unimak (ang. Unimak Pass lub Unimak Passage, ros. Пролив Унимак)  – cieśnina na południowy zachód od wyspy Unimak w  środkowej części archipelagu Aleutów. Łączy Morze Beringa z Oceanem Spokojnym. 
Jej rozmiary: szerokość 19,6 km, głębokość 72 m, powierzchnia przekroju 1,18 km ². Wartości zasolenia wód - 32,0 ‰. W Cieśninie temperatura wody nie spada poniżej 3,5 °C.